# Davit Jutsishvili
Davit Jutsishvili (en georgiano: დავით ხუციშვილი; Sagareyo, 19 de octubre de 1990) es un deportista georgiano que compitió en lucha libre.
Ganó una medalla de bronce en el Campeonato Mundial de Lucha de 2011 y dos medallas en el Campeonato Europeo de Lucha, plata en 2012 y bronce en 2011.
Participó en los Juegos Olímpicos de Londres 2012, ocupando el sexto lugar en la categoría de 74 kg.

## Palmarés internacional
| Campeonato Mundial | Campeonato Mundial  | Campeonato Mundial | Campeonato Mundial |
| Año                | Lugar               | Medalla            | Categoría          |
| ------------------ | ------------------- | ------------------ | ------------------ |
| 2011               | Estambul (Turquía)  | Medalla de bronce  | 74 kg              |
| Campeonato Europeo |                     |                    |                    |
| Año                | Lugar               | Medalla            | Categoría          |
| 2011               | Dortmund (Alemania) | Medalla de bronce  | 74 kg              |
| 2012               | Belgrado (Serbia)   | Medalla de plata   | 74 kg              |